# Балка Бабина
Балка Бабина — балка (річка) в Україні у Юр'ївському районі Дніпропетровської області. Ліва притока річки Орілі (басейн Дніпра).

## Опис
Довжина балки приблизно 14,47 км, найкоротша відстань між витоком і гирлом — 12,89 км, коефіцієнт звивистості річки — 1,12. Формується декількома струмками та загатами. На деяких ділянках балка пересихає.

## Розташування
Бере початок на південній околиці села Улянівки. Тече переважно на півінічний захід через село Новочорноглазівське і на північно-західній околиці села Чорноглазівка впадає в річку Оріль, ліву притоку річки Дніпра.
Населені пункти вздовж берегової смуги: Сокільське.

## Цікаві факти
- У XX столітті на балці існували свино-тваринна ферма (СТФ), газгольдер та декілька газових свердловин[2], а у XIX столітті — декілька вітряних млинів[1].